# Pierre Francastel
Pierre Albert Émile Ghislain Francastel (París, 8 de junio de 1900 -París, 2 de enero de 1970) fue un historiador y crítico de arte francés. Está considerado como uno de los fundadores de la sociología del arte y una gran figura de la Historia del arte del siglo XX.

## Biografía
Padeció de poliomielitis en su adolescencia, sufriendo las consecuencias para el resto de su vida. Paralelamente a sus estudios literarios clásicos en la Sorbona, se adscribió a los servicios de arquitectura del palacio de Versalles en 1925. Sostuvo su tesis doctoral en 1930 sobre la escultura de Versalles. También fue columnista en varios periódicos como el Journal des débats. Nombrado en el Instituto Francés de Varsovia para dar lecciones de historia del arte, en la Universidad de Varsovia conoció diversos historiadores del arte de los países de Europa oriental y sus teorías materialistas. 
De regreso a Francia, fue nombrado en 1936 profesor de la Universidad de Estrasburgo. Durante la Segunda Guerra Mundial participó activamente en la Resistencia. Fue nombrado consejero cultural de la Embajada de Francia en Polonia en 1945, donde organizó varias exposiciones. En 1948, Lucien Febvre le confió el puesto de director de Estudios de Sociología de las Artes Plásticas en la sexta sección de la Escuela Práctica de Altos Estudios que acababa de ser fundada (actualmente Escuela de Estudios Avanzados en Ciencias Sociales, EHESS).

## Teoría
Designó su teoría como "sociología histórica comparativa": para él, el arte no solo es un puro placer estético, sino una producción social en una estrecha relación con su ambiente político, religioso y científico. La Historia del arte ya no se limita solo al análisis de las obras y su atribución, sino a la confrontación de la obra con su tiempo y su contexto de creación. Aplicó sus métodos tanto al Renacimiento italiano como al arte francés del siglo XIX o incluso el arte moderno. Desarrolló sus teorías en sus obras principales, Arte y Sociología (1948) y Pintura y Sociedad (1951).

## Obras
- L'Impressionnisme : les origines de la peinture moderne de Monet à Gauguin, París, Les Belles lettres, 1937.
- Peinture et société : naissance et destruction d'un espace plastique de la Renaissance au cubisme, París, Audin, 1951.
- Histoire de la peinture française : la peinture de chevalet du XIV au XX siècle, París, Elsevier, 1955.
- Art et technique aux XIX et XX siècles, París, Minuit, 1956.
- La Réalité figurative : éléments structurels de sociologie de l'art, París, Gonthier, 1965.
- La Figure et le lieu : l'ordre visuel du Quattrocento, París, Gallimard, 1967.
- Histoire générale de la peinture, París, Flammarion, 1968.
- Le Portrait : 50 siècles d'humanisme en peinture, París, Librairie Hachette, 1969.
- Études de sociologie de l'art : création picturale et société, París, Denoël-Gonthier, 1970.